# شهرک رشدیه

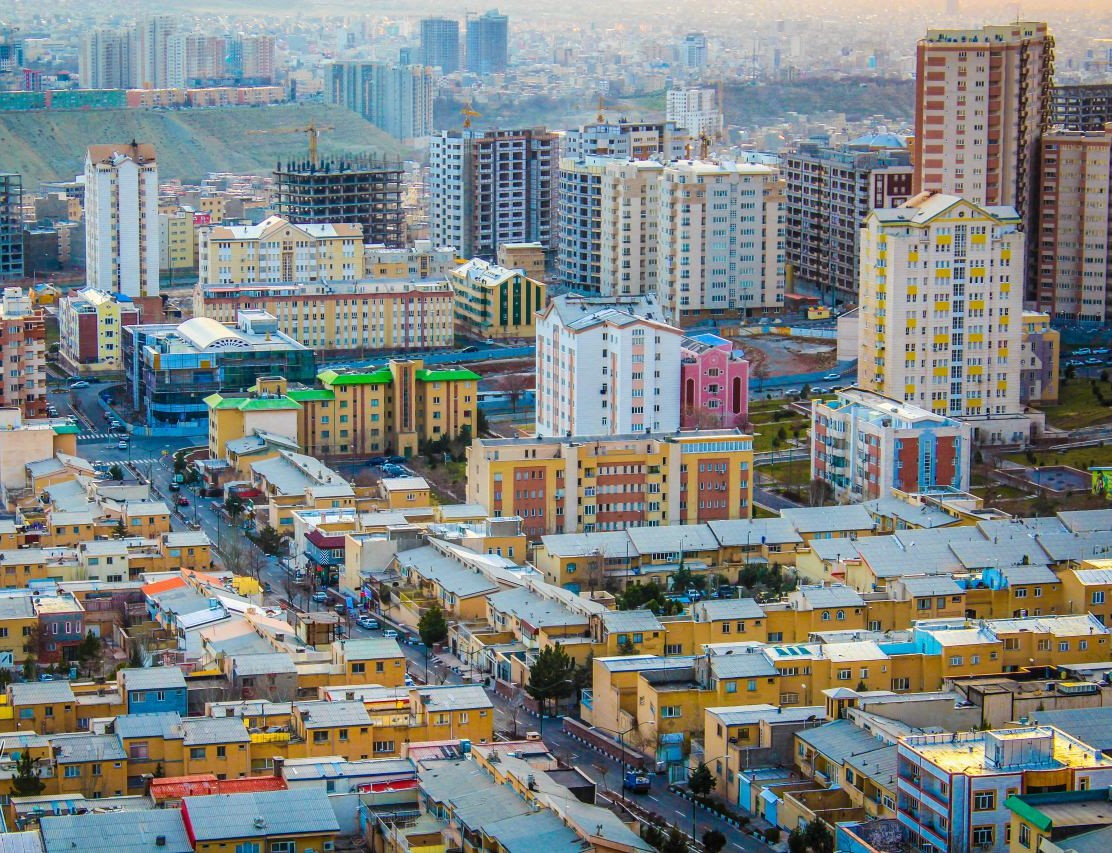
شهرک رشدیه

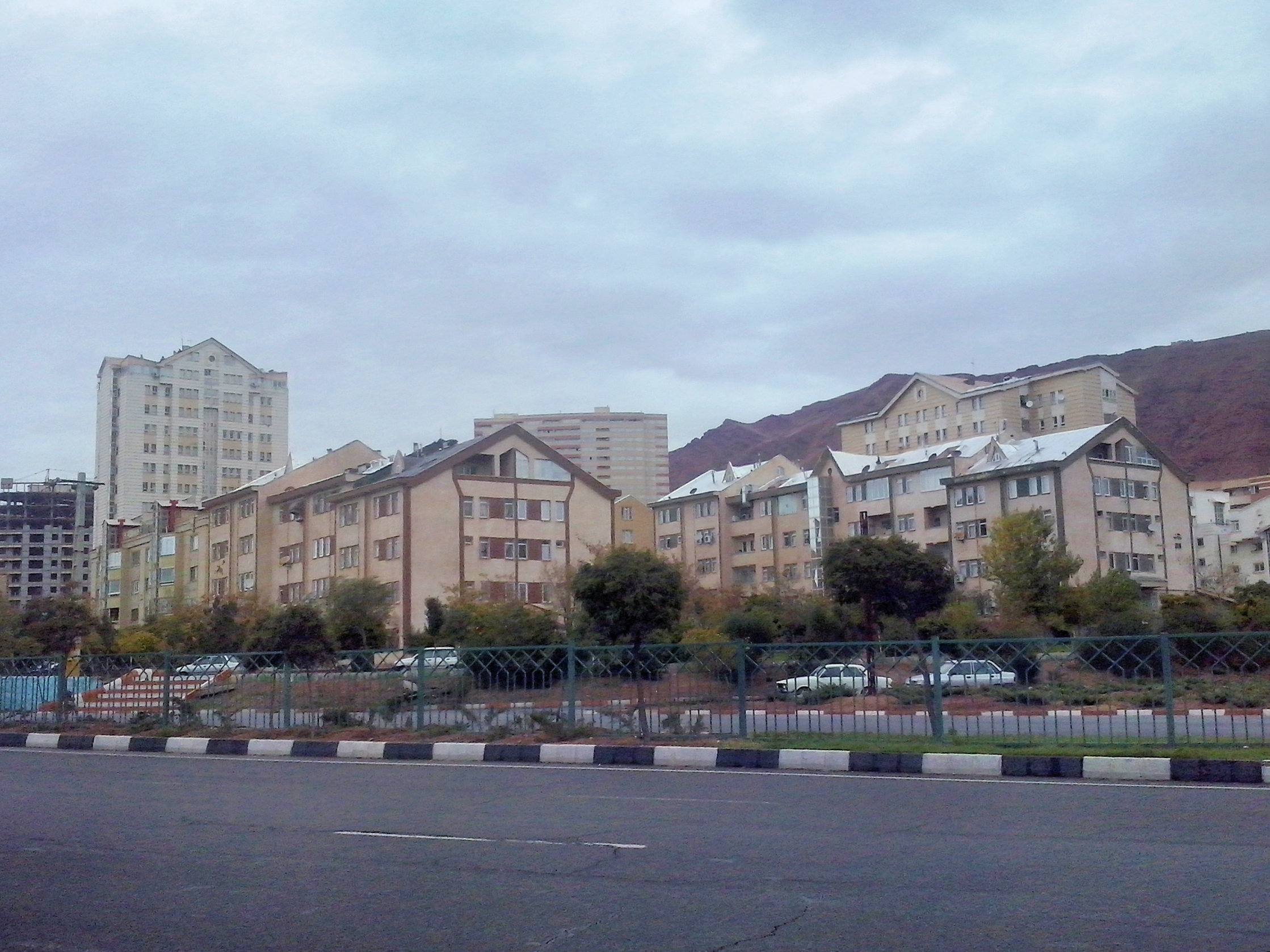
شهرک رشدیه تبریز

شهرک رشدیه، یک شهرک مسکونی واقع در ناحیه شمال شرقی تبریز می‌باشد که به خاطر معماری مدرن و زیبایش مشهور شده‌است. نام این شهرک از میرزا حسن رشدیه، پیشگام آموزش در ایران گرفته شده‌است. شهرک رشدیه در کنار شکستگی بزرگ و بسیار قدیمی به نام گسل شمال تبریز قرار گرفته است و مکان مناسبی برای برج سازی نیست و باید از تراکم جمعیت در این مناطق کاسته شود در حالی که به مکان برج سازی در تبریز تبدیل شده است. 

## مراکز تفریحی
در این شهرک مساحتی زیادی برای پارک ها و فضای سبز در نظر گرفته شده است. پارک لاله (با لاله پارک اشتباه نشود)، مسیر سلامت (جاده سلامت) از جمله پارک های این شهرک می‌باشند. به‌طور کلی  شهرک رشدیه دارای آب وهوای معتدل تری نسبت به مناطق دیگر شهر تبریز می باشد. همچنین ارتفاعات شمالی شهرک با عنوان دهکده تفریحی توریستی رشدیه از حدود یک دهه قبل توسط شرکت آ. اس. پ تهران در ۳۰ هکتار در دست اجرا است. 

## مراکز خرید
1. مرکز خرید رشدیه: در ورودی این شهرک مرکز خریدی به نام مرکز خرید رشدیه وجود دارد.
2. لاله پارک: در ۵۰۰ متری این شهرک مرکز خرید لاله پارک وجود دارد.
3. مرکز خرید پالادیوم: این مرکز خرید در سال ۱۳۹۷ به بهره‌برداری کامل رسید و با حضور جواد خیابانی افتتاح شد، که فروشگاه زنجیره ای رفاه، بانک تجارت و مرکز بازی‌های رایانه ای از جمله اماکن مهم موجود در این مرکز خرید می‌باشند.

## برج ها
برج رشدیه تبریز (۱۹ طبقه)، برج سفید، برج آفتاب، برج آنا، برج نیاوران۳، برج نیاوران۵، برج نیاوران۶، برج نیاوران۱۰، برج هما و برج نرگس و برج مهتاب از جمله برج های این شهرک می باشند. 

## هتل ها
1. هتل کایای لاله پارک (پنج ستاره)
2. هتل آپارتمان خزر (سه ستاره)
3. هتل آپارتمان رشدیه (دو ستاره)